# 樊子盖
樊子盖（545年—616年8月25日），字华宗，隋朝大臣，庐江人。

## 家族
- 始祖樊僧远，在晋朝时定居庐江。
- 祖父樊道则，南朝梁越州刺史。
- 父亲樊儒，侯景之乱出奔北齐，官至仁州刺史。

## 生平
初为北齐武兴王高普的行参军，后出任慎县县令，东汝、北陈二郡的太守，员外散骑常侍，封爵富阳县侯，食邑五百户。577年，北周武帝灭北齐，樊子盖授仪同三司，治郢州刺史。
581年，隋文帝杨坚受周禅让，建立隋朝，樊子盖以仪同官职统领乡兵，后除枞阳太守。589年，隋朝发起平陈之役，樊子盖以功加上开府，改封上蔡县伯，食邑七百户，赐物三千段，粟九千斛。此后历任辰州刺史、嵩州刺史，因母丧去职。不久，起授齐州刺史，固让，不许。其年，转循州总管，许以便宜从事。开皇十八年（598年）入朝觐见皇帝，呈献岭南地图，赐以良马杂物，加统四州，令还任所，遣光禄少卿柳謇之饯于霸上。
604年，隋炀帝即位，将樊子盖调回京师，转任武威太守，以善政闻名。大业六年（610年），在江都宫觐见炀帝，炀帝对他说：“富贵不还故乡，真衣绣夜行耳。”下令在他家乡庐江郡召集三千人迎接他回乡拜谒祖坟，宴请父老乡亲，当时的人都以此为荣。回京后，樊子盖授任民部尚书。当时突厥的处罗可汗和高昌王都与朝廷通好，隋炀帝又让樊子盖检校武威太守，与两个蕃国打交道。
612年（大业八年），隋炀帝征讨高句丽，在辽东战场上，樊子盖任摄左武卫将军，从长岑道出兵。后因在皇帝身边宿卫而未能出行。进授左光禄大夫，民部尚书如故。同年，隋炀帝回东都洛阳，以子盖为涿郡留守。九年，隋炀帝再次征讨辽东，命子盖为东都留守。这时杨玄感发动叛乱，来攻打洛阳城，子盖遣河南赞治裴弘策领兵迎击，却被打败，子盖斩弘策。国子祭酒杨汪对他稍有不恭，子盖又将斩之。杨汪下拜谢罪，顿首流血，很久以后才放过他。于是三军莫不战栗，将吏无人敢对他仰视。杨玄感每次将精锐全部派出攻城，子盖则不慌不忙地布防，敌军一来攻打就被摧破，久久不能攻克。不久来护儿等援军来到，杨玄感解围而去。子盖凡所诛杀者数万人。
之后樊子盖又任检校河南内史。隋炀帝到了高阳，他追到隋炀帝处。炀帝迎接并慰劳他，进位光禄大夫，封建安侯，依旧为民部尚书。赐他缣帛三千匹，女乐五十人。特别制造玉麟兵符给他，让他辅助越王杨侗看守洛阳。又指着越王杨侗、代王杨侑两个孙子，委托樊子盖和卫文升教导。
614年（大业十年）冬天，隋炀帝回到东都，对樊子盖抵御杨玄感叛乱之功进行封赏，称其功济天下，特为立济国公这一爵位名，亲赐金杯酒，又将金杯赐予他为永年之瑞宝。
大业十一年，樊子盖跟随隋炀帝到汾阳宫。到雁门时，隋炀帝遭突厥兵马围困，屡战不利。隋炀帝想用精锐的骑兵突围出去，樊子盖劝谏他不要轻易突围，不如守城以挫其锐气，等待四面的援兵。又垂泪劝炀帝暂停辽东战争，抚慰将士。隋炀帝听从了他的建议。其后援兵陆续抵达，突厥解围而去。在对将士的晋升赏赐上，隋炀帝在纳言苏威言赏赐太重的抱怨下，翻脸训斥了樊子盖。
樊子盖随隋炀帝返回东都，当时绛城反贼敬盘陀、柴保昌等人起兵数万，汾阳、晋阳一带深以为苦。炀帝诏令子盖进讨。他对叛军和百姓不加分别，把汾水以北的村落全部烧毁。百姓十分惊骇，都去作了强盗。有些来投降的，不管老少全部坑杀。他拥兵数万，却长期不能破贼，隋炀帝下诏将他调回，后又率兵征剿宜阳反贼，因病作罢，大业十二年（616年）卒于京师府第，时年七十二岁。炀帝悲伤了很久，问黄门侍郎裴矩：“子盖临终有何语？”裴矩对道：“子盖病重时，深恨雁门之耻。”厌炀帝闻而叹息，令百官前往吊唁，赐缣三百匹，米五百斛，赠开府仪同三司，谥曰景。会葬者万馀人。武威官民听闻他去世，莫不嗟痛，为他立碑颂德。

## 评介
樊子盖并无其他权略，在军中持重，未尝负败，临民明察，下莫敢欺。但是生性严酷，少于恩惠，果于杀戮，临终之日，看见断头鬼不断前后前来厉叫。

## 子孙
- 子：樊文超（581—621年），官通事舍人，襲封濟國公。
- 孙：樊思孝，在唐朝任亳州刺史。
  - 曾孙：樊忱，神龙元年为地官侍郎。
  - 曾孙：樊深，蜀州刺史

## 延伸阅读
[在维基数据编辑]
 《北史·卷076》，出自李延壽《北史》
 《隋書·卷63》，出自魏徵《隋书》